# Jukka-Pekka Saraste
Jukka-Pekka Saraste (Lahti, 22 aprile 1956) è un direttore d'orchestra e violinista finlandese.

## Biografia
Saraste fu educato come violinista. In seguito studiò direzione d'orchestra presso l'Accademia Sibelius con Jorma Panula nella stessa classe di Esa-Pekka Salonen e Osmo Vänskä. Prima di diventare direttore d'orchestra, Saraste è stato secondo violino co-principale e più tardi associato a Leif Segerstam, con l'Orchestra sinfonica della radio finlandese (RSO).
Nel 1983 Esa-Pekka Salonen e Saraste fondarono l'Avanti! Chamber Orchestra, specializzata in spettacoli di musica contemporanea. Nel 2000 Saraste fondò anche l'Ekenäs Summer Concerts-Festival con la Finnish Chamber Orchestra ed è attualmente il consulente artistico sia del Festival che dell'Orchestra. Saraste ha diretto la Finnish Chamber Orchestra in diverse escursioni, compresa la tournée negli Stati Uniti e in Cina.
Nel 1987 Saraste divenne direttore principale della RSO e mantenne l'incarico fino al 2001. Nel 1987 è diventato anche direttore principale della Scottish Chamber Orchestra ed è rimasto con l'orchestra fino al 1991. Saraste ora detiene il titolo di direttore laureato della RSO. Con la RSO ha registrato due volte le sinfonie complete di Jean Sibelius.
Saraste divenne direttore musicale dell'Orchestra Sinfonica di Toronto nel 1994. Gli ultimi anni della sua permanenza in carica sono stati caratterizzati da conflitti sulle difficoltà finanziarie dell'orchestra, i numerosi scioperi dei musicisti ed i suoi sforzi infruttuosi per migliorare l'acustica alla Roy Thomson Hall. Durante la vertenza sindacale del 1999 Saraste si era offerto di fungere come mediatore nella situazione. Si è dimesso dal suo incarico di Toronto nel 2001 e da allora è tornato a Toronto per diverse apparizioni come ospite.
Dal 2002 al 2005 Saraste ha prestato servizio come direttore principale ospite della BBC Symphony Orchestra. Nell'agosto del 2006 è diventato direttore musicale della Filarmonica di Oslo, con un contratto iniziale di 5 anni. Nel giugno 2009 il suo contratto di Oslo è stato esteso per tutta la stagione 2012-2013. È previsto che concluda il suo mandato alla Oslo dopo la stagione 2012-2013. Nel dicembre 2006 l'Orchestra Sinfonica di Lahti ha annunciato la nomina di Saraste come suo consulente artistico a partire dal 2008 fino al 2011 e Direttore Artistico del Lahti Sibelius Festival nel 2008. Nel novembre 2008 la WDR Symphony Orchestra di Colonia ha annunciato la nomina di Saraste come suo prossimo direttore principale, a far data dalla stagione artistica 2010-2011.

## Premi e riconoscimenti
A Saraste è stato assegnato il Premio di Stato finlandese per la musica nel 2000. Ha ricevuto un dottorato honoris causa dalla York University (Toronto) ed è una Medaglia Sibelius. Tra gli riconoscimenti c'è anche il Premio Sibelius, assegnato in Norvegia.